# Comici (programma televisivo)
Comici è stato un programma televisivo italiano comico e satirico condotto da Serena Dandini e trasmesso da Italia 1 in prima serata il martedì dal 15 dicembre 1998 al 16 febbraio 1999, per otto puntate.

## La trasmissione
Ideato da Gino & Michele con Serena Dandini stessa, Comici proponeva in ogni puntata un omaggio ai più importanti comici ancora in attività delle scuole milanese e romana. I protagonisti dello spettacolo sono stati Aldo Giovanni e Giacomo, Anna Marchesini, Diego Abatantuono, Corrado Guzzanti, Gene Gnocchi, Teo Teocoli, Lella Costa e Antonio Albanese. Lo show veniva registrato al Teatro Celebrazioni di Bologna.
A raccordare le varie parti dello spettacolo, la conduttrice Serena Dandini, che interagiva inscenando degli sketch comici con un nutrito cast di attori comici che interpretavano dei personaggi all'interno dello show; il co-conduttore Paolo Hendel (il direttore del teatro), Dario Vergassola (un irriverente intervistatore), Maurizio Milani (un ex detenuto condannato ai lavori sociali), Marco Della Noce (un ingegnere del suono), Enrico Bertolino (un giornalista), Giovanni Esposito (un cuoco), Alessandra Faiella (una procace maschera del teatro), e Marina Massironi (Afefigna, un'aspirante conduttrice televisiva, parodia di Afef).
I momenti musicali erano curati dalla band di otto elementi guidata da Lele Marchitelli, che eseguiva pezzi pop del repertorio anni cinquanta, sessanta e settanta; ospite fissa, per la parte musicale, la cantautrice Carmen Consoli.

### Accoglienza
La trasmissione ottenne un grande successo di pubblico; la prima puntata, con protagonisti Aldo, Giovanni e Giacomo, ottenne 6.700.000 spettatori, superando il 25% di share, risultato decisamente sopra la media per Italia 1. Anche le puntate successive si mantennero più o meno sugli stessi valori numerici.